# Jean-Claude Merlin
Pour les articles homonymes, voir Merlin.
Jean-Claude Merlin est un chercheur indépendant, astronome amateur et essayiste français né en 1954. Président fondateur de la Société astronomique de Bourgogne en 1975, lauréat de la Bourse de la vocation en 1982 et du Prix George Bidault de L'Isle décerné par la Société astronomique de France en 1999.
Observateur de comètes, d'éclipses et d'étoiles variables. Entre 1997 et 2013 il a découvert 89 astéroïdes (Minor Planet Discoverers), dont plus de 70 sont déjà baptisés (78 en date du 22 juillet 2025). Par ailleurs, l'astéroïde (57658) Nilrem découvert par Michel Ory est nommé d'après lui, Nilrem étant l'inversion du nom Merlin. 
Il est l'auteur d'ouvrages sur les astéroïdes et les comètes et d'un essai consacré à la problématique du climat. Il a publié des dizaines d'articles dans les magazines des amateurs et participé à des travaux de recherche consacrés aux comètes et aux astéroïdes publiés dans des revues à comité de lecture,,.

## Activités
- Président de la Société astronomique de Bourgogne de 1975 à 1978.
- Animateur du Groupe Amateurs de la RCP 639 Comète de Halley du CNRS de 1981 à 1987.
- Créateur du premier réseau télématique d'astronomes amateurs en France en 1988[12].
- Organisateur des premières rencontres des clubs d'astronomie de Bourgogne en 1990[13].
- Directeur des publications de la Société astronomique de France de 1992 à 1995.

## Publications
- Les comètes, avec Michel Verdenet, éd. Tessier & Ashpool, Chantilly, 1995.
- Les astéroïdes, éd. Tessier & Ashpool, Chantilly, 2003.
- Comment va la Terre ? Climat et réchauffement, La Société des Écrivains, Paris, 2013.

## Prix et distinctions
- Lauréat du Prix Marcel Moye de la Société astronomique de France, 1975.
- Lauréat du Prix Dorothea Klumpke - Isaac Roberts de la Société astronomique de France, 1982.
- Lauréat de la Fondation Marcel-Bleustein-Blanchet pour la vocation, 1982.
- Lauréat du Prix Georges Bidault de L'Isle de la Société astronomique de France, 1999.

## Liste des astéroïdes découverts
| (10233) Le Creusot   | 5 décembre 1997   |
| (15042) Anndavgui    | 14 décembre 1998  |
| (25625) Verdenet     | 5 janvier 2000    |
| (37044) Papymarcel   | 27 octobre 2000   |
| (67979) Michelory    | 4 décembre 2000   |
| (88795) Morvan       | 20 septembre 2001 |
| (98494) Marsupilami  | 27 octobre 2000   |
| (99262) Bleustein    | 20 juillet 2001   |
| (110393) Rammstein   | 11 octobre 2001   |
| (125592) Buthiers    | 15 décembre 2001  |
| (125718) Jemasalomon | 15 décembre 2001  |
| (135268) Haigneré    | 20 septembre 2001 |
| (155142) Tenagra     | 26 octobre 2005   |
| (157747) Mandryka    | 2 février 2006    |
| (158222) Manicolas   | 20 septembre 2001 |
| (172850) Coppens     | 3 mars 2005       |
| (181279) Iapyx       | 22 janvier 2006   |
| (181627) Philgeluck  | 8 décembre 2006   |
| (184275) Laffra      | 6 janvier 2005    |
| (184878) Gotlib      | 26 octobre 2005   |
| (198993) Époigny     | 20 novembre 2005  |
| (205424) Bibracte    | 13 avril 2001     |
| (221230) Sanaloria   | 30 octobre 2005   |
| (221465) Rapa Nui    | 28 janvier 2006   |
| (224592) Carnac      | 22 décembre 2005  |
| (224617) Micromégas  | 22 décembre 2005  |
| (227641) Nothomb     | 28 janvier 2006   |
| (227767) Enkibilal   | 20 octobre 2006   |
| (229631) Cluny       | 4 mars 2006       |

| (231307) Peterfalk      | 28 janvier 2006  |
| (233383) Assisneto      | 4 mars 2006      |
| (236463) Bretécher      | 18 mars 2006     |
| (243285) Fauvaud        | 11 février 2008  |
| (250840) Motörhead      | 30 octobre 2005  |
| (255308) Christianzuber | 20 novembre 2005 |
| (260508) Alagna         | 3 mars 2005      |
| (261690) Jodorowsky     | 24 décembre 2005 |
| (262876) Davidlynch     | 21 janvier 2007  |
| (266854) Sezenaksu      | 24 octobre 2009  |
| (274213) Satriani       | 5 mai 2008       |
| (278197) Touvron        | 9 mars 2007      |
| (291325) de Tyard       | 29 janvier 2006  |
| (292991) Lyonne         | 17 novembre 2006 |
| (293499) Wolinski       | 14 avril 2007    |
| (308197) Satrapi        | 3 mars 2005      |
| (320880) Cabu           | 11 avril 2008    |
| (332183) Jaroussky      | 28 janvier 2006  |
| (348034) Deslorieux     | 24 octobre 2003  |
| (348383) Petibon        | 2 avril 2005     |
| (361450) Houellebecq    | 21 janvier 2007  |
| (362316) Dogora         | 15 novembre 2009 |
| (369423) Quintegr'al    | 28 janvier 2006  |
| (371220) Angers         | 22 janvier 2006  |
| (374354) Pesquet        | 30 octobre 2005  |
| (375007) Buxy           | 14 avril 2007    |
| (375176) Béziau         | 28 février 2008  |
| (381048) Werber         | 17 novembre 2006 |
| (383492) Aubert         | 21 janvier 2007  |
| (383508) Vadrot         | 9 février 2007   |

| (388370) Paulblu         | 20 octobre 2006   |
| (419435) Tiramisu        | 14 février 2010   |
| (423645) Quénisset       | 22 décembre 2005  |
| (434678) Curlin          | 22 janvier 2006   |
| (440670) Bécassine       | 22 décembre 2005  |
| (475080) Jarry           | 26 octobre 2005   |
| (490628) Chassigny       | 24 janvier 2010   |
| (547666) Morgon          | 3 mars 2005       |
| (548032) Ensisheim       | 17 janvier 2010   |
| (555955) Lurçat          | 20 novembre 2005  |
| (569484) Irisdement      | 26 octobre 2005   |
| (570814) Nauru           | 18 novembre 2006  |
| (578202) Philippetalbot  | 25 décembre 2013  |
| (588108) Boteropop       | 8 mai 2007        |
| (596543) Ubu             | 6 novembre 2005   |
| (624448) Gennadiyborisov | 30 décembre 2013  |
| (631202) Aquarellia      | 17 novembre 2006  |
| (642097) Kusturica       | 2 avril 2005      |
| (643975) 2006 SH299      | 19 septembre 2006 |
| (646505) 2008 DF17       | 28 février 2008   |
| (648709) Angissimo       | 24 janvier 2010   |
| (649238) 2011 BK56       | 6 novembre 2005   |
| (681819) 2005 WF59       | 20 novembre 2005  |
| (682621) 2006 WD1        | 18 novembre 2006  |
| (702961) 2006 WZ         | 18 novembre 2006  |
| (722610) 2005 WT64       | 6 novembre 2005   |
| (724513) 2008 CM75       | 10 février 2008   |
| (740998) 2005 ER246      | 3 mars 2005       |
| (765735) 2013 YM159      | 24 décembre 2013  |
| (795590) 2008 JS         | 2 mai 2008        |